# NGC 4523
NGC 4523 is een balkspiraalstelsel in het sterrenbeeld Hoofdhaar. Het hemelobject werd op 19 april 1865 ontdekt door de Duits-Deense astronoom Heinrich Louis d'Arrest.

## Synoniemen
- UGC 7713
- IRAS12313+1526
- MCG 3-32-68
- ZWG 99.89
- DDO 135
- VCC 1524
- PGC 41746